# Armida (Haydn)
Armida är en opera (dramma eroico) i tre akter med musik av Joseph Haydn och libretto efter Torquato Tassos epos La Gerusalemme liberata (Det befriade Jerusalem).

## Historia
Operan hade premiär den 26 februari 1784 på slottet Esterházy i Eisenstadt och var Haydns sista opera skriven för slottsteatern. 

## Personer
- Armida, trollkvinna (sopran)
- Rinaldo, en riddare (tenor)
- Zelmira, Armidas förtrogna (sopran)
- Idreno, Saracenernas kung (baryton)
- Ubaldo, Rinaldos vän (tenor)
- Clotarco, en riddare (tenor)

## Handling
Rinaldo är en före detta korstågsfarare. Trollkvinnan Armida älskar honom men riddaren Ubaldo påminner Rinaldo om hans trohet mot kyrkan. Armidas kärlek övergår i hat och hon förbannar Rinaldo och lovar att förfölja honom livet ut.